# Силва, Жуакин Жилберто да
Жуакин Жилберто да Силва (порт.-браз. Joaquim Gilberto da Silva; 31 декабря 1934, Пелотас, Риу-Гранди-ду-Сул — 20 июля 2007, Пелотас, Риу-Гранди-ду-Сул), более известный как Жуакинзиньо (порт.-браз. Joaquinzinho) — бразильский футболист, атакующий полузащитник и нападающий.

## Карьера
Жуакинзиньо начал карьеру в молодёжном составе клуба «Гремио Бразил» в 1951 году. С 1954 года он стал играть за основной состав команды. В том же сезоне клуб дошёл до финала чемпионата штата Риу-Гранди-ду-Сул, где соревновались три команды. Гремио занял на турнире второе место. Годом позже «Бразил» вновь дошёл до финала чемпионата штата, но здесь проиграл «Интернасьоналу». 22 марта 1957 года «Гремио» играл с «Сантосом». Встреча завершилась вничью 2:2, а один из голов у команды из Пелотаса забил Жуакинзиньо. После игры руководители «Сантоса» предложили трансфер форварда. Им была озвучена сумма в 400 тысяч крузейро, плюс переход в обратном направлении нападающего Пеле. Однако такая сделка уже не устроила «Сантос», сразу положивший конец переговорам. Из «Гремио» футболист в том же сезоне перешёл в  «Интернасьонал», заплативший 600 тысяч крузейро. 9 июня он дебютировал в составе команды в матче с «Флориано» (2:1), в котором не реализовал пенальти. 11 августа он забил первый гол за клуб против «Насьонала» (3:0). Однако период в этом клубе был неудачным: «Интер» находился в игровом кризисе, а сам игрок никак не мог изменить ситуацию на поле. 9 августа 1959 года нападающий сыграл последнюю встречу за команду против «Флориано» (0:1). Всего за «Интернаьонал» Жуакинзиньо провёл 96 матчей и забил 42 гола.
Осенью 1959 года Жуакинзиньо перешёл в «Коринтианс», заплативший за трансфер игрока 1 миллион 100 тысяч крузейро. 19 сентября он дебютировал в составе команды в матче с «Португезой Деспортос» (4:1), в котором забил два гола. А всего в первом сезоне он забил 15 голов в 22 матчах. В следующем сезоне Жуакинзиньо сыграл в 53 встречах, забив 23 мяча. Но в 1961 году, после ряда неудачных встреч, когда клуб из 11 матчей проиграл в семи, он был вынужден покинуть «Коринтианс». Последний матч в составе команды Жуакинзиньо сыграл 26 августа против «Комерсиала» (2:3). Всего за клуб футболист провёл 108 матчей и забил 48 голов, по другим данным — 110 матчей и 50 голов. После этого Жуакинзиньо перешёл, на правах аренды, в ряды «Жувентуса». В 1963 году футболист присоединился к «Флуминенсе». 21 апреля форвард впервые сыграл за клуб в матче со «Спорт Ресифи» (2:3), заменив по ходу встречи Эскуриньо. 28 апреля он забил первый мяч за клуб, поразив ворота «Ремо» (5:1). В следующем сезоне Жуакинзиньо помог команде выиграть чемпионат штата Рио-де-Жанейро, первый подобный титул за пять лет. При этом футболист забил один из голов в решающей игре против «Бангу» 20 декабря (3:1). В составе «Флуминенсе» нападающий выступал ещё два сезона. 27 марта 1966 года он сыграл последний матч в составе команды против «Бангу» (0:2). Всего за «Флуминенсе» Жуакинзиньо сыграл 125 встреч и забил 44 гола. Затем футболист выступал за «Понте-Прету». Оттуда он перешёл в клуб XV ноября. Завершил игровую карьеру Жуакинзиньо в «Пелотасе».
Завершив игровую карьеру, Жуакинзиньо стал трудиться тренером. Он работал с командами «Марсилио Диас», «Блуменау», «Касадоренсе», «Риу-ду-Сул», «Пайсанду», «Эрсилио Лус», «Интернасьонал» из Лажиса, «Ферровиарио», «Просперу», «Конкордию» и «Киндерманн». Жуакинзиньо скончался в 2007 году. Он был похоронена на кладбище Сан-Франсиску де Паула.

## Международная статистика
| Матчи Жуакинзиньо за сборную Бразилии | Матчи Жуакинзиньо за сборную Бразилии | Матчи Жуакинзиньо за сборную Бразилии | Матчи Жуакинзиньо за сборную Бразилии | Матчи Жуакинзиньо за сборную Бразилии | Матчи Жуакинзиньо за сборную Бразилии | Матчи Жуакинзиньо за сборную Бразилии |
| ------------------------------------- | ------------------------------------- | ------------------------------------- | ------------------------------------- | ------------------------------------- | ------------------------------------- | ------------------------------------- |
| №                                     | Дата                                  | Место проведения                      | Оппонент                              | Счёт                                  | Голы                                  | Турнир                                |
| 1                                     | 3 марта 1963                          | Асунсьон                              | Парагвай                              | 2:2                                   | —                                     | Товарищеский матч                     |

## Достижения
- Чемпион штата Рио-де-Жанейро: 1964